# Norio Omura
Norio Omura (jap. 小村 徳男, Omura Norio; * 6. September 1969 in Matsue) ist ein ehemaliger japanischer Fußballspieler.

## Nationalmannschaft
1995 debütierte Omura für die japanische Fußballnationalmannschaft. Mit der japanischen Nationalmannschaft qualifizierte er sich erfolgreich für die Fußball-WM 1998. Omura bestritt 30 Länderspiele und erzielte dabei vier Tore.

## Errungene Titel
- J. League: 1995
- Kaiserpokal: 1992
- J. League Cup: 2001